# Margo Timmins
Margo Timmins (Montreal, 27 januari 1961) is de zangeres van de Canadese band Cowboy Junkies. 

## Jeugdjaren
Margo is een van de zes kinderen van Barbara en John Timmins. Zowel haar vader als haar oudere broer Michael, die later de Cowboy Junkies zou oprichten, waren zeer muzikaal aangelegd. In 1977 verhuisde het gezin Timmins naar Toronto. Ook Margo had van kinds af aan veel affiniteit met muziek en hoewel ze als kind ook al veel zong, dacht ze toen nog niet aan een professionele zangcarrière. Ze was van plan om later gewoon huisvrouw te worden en net als haar ouders veel kinderen te krijgen. 
Eind jaren 70 kwam in Toronto de punkscene sterk op. Margo's broer Michael werd hierdoor sterk aangetrokken, en Margo volgde hem hierin. Michael richtte in deze periode zijn eerste bandje Hunger Project op, een punkband waar ook Margo zijdelings bij betrokken was.
Toen ze midden in de twintig was begon Margo aan een universitaire studie maatschappelijk werk. In deze zelfde tijd begon ze lang haar te dragen. Daarvoor was ze vanwege haar korte haar vaak voor een jongen aangezien.

## Zangeres bij Cowboy Junkies
In 1985 legden Michael en enkele van zijn broers de grondslagen voor de band Cowboy Junkies. Michael vroeg Margo, die nooit eerder publiekelijk had gezongen, als leadzangeres voor deze band. In eerste instantie wilde Margo, die last had van plankenkoorts, alleen maar voor Michael zingen, maar uiteindelijk ging ze toch overstag.
De Cowboy Junkies werden al snel zeer succesvol en een wereldwijd bekende band. Nu Margo eenmaal beroemd was maakte ze ook in andere opzichten carrière. Zo werd ze erg populair in de mode-industrie. Begin jaren 90 werd ze in het tijdschrift People genoemd als een van de vijftig mooiste vrouwen ter wereld.
In 2009 bracht Margo een eigen solo-album uit, Margo's Corner: Ty Tyrfu Sessions, Volume 1.

## Huwelijk en kinderen
Margo woont nog steeds in Toronto, op een boerderij. Ze is getrouwd met de advocaat Graham Henderson. Ze hebben sinds 2002 een geadopteerde zoon.
- International Standard Name Identifier: 0000 0001 3264 4730
- Library of Congress Control Number: no2001036814
- MusicBrainz: 31fce4a5-ae88-4f30-90ec-9f02bf444189
- Virtual International Authority File: 66120400
- WorldCat: E39PBJr3yC3Mjy4YhgMhTFcMfq